# Protohyale galateae
Protohyale galateae is een vlokreeftensoort uit de familie van de Hyalidae. De wetenschappelijke naam van de soort is voor het eerst geldig gepubliceerd in 1899 door Stebbing.